# Grzegorz Roszko
Grzegorz Tadeusz Roszko (ur. 1 sierpnia 1940 w Ciechanowie, zm. 7 października 2009 tamże) – polski nauczyciel, muzealnik, literat, malarz, muzyk.
Od 1972 r. przewodniczący Powiatowego Komitetu Kultury i Sztuki w Ciechanowie, organizator i kierownik Muzeum Zamku w Ciechanowie, następnie organizator i kierownik Muzeum Pozytywizmu w Gołotczyźnie. Współtwórca Klubu Twórców Amatorów w Ciechanowie, członek Związku Literatów Polskich. Laureat nagród literackich i malarskich. Ciechanowianin Roku 2002. Autor kilkunastu książek i kilkudziesięciu obrazów.

## Wybrane publikacje
- Kilka kropel, Ciechanów 1988
- Aforyzmy, Bratne-Gołotczyzna 1991
- Fraszki, Bratne-Gołotczyzna 1991
- Fraszki – prawie serio, Bratne-Gołotczyzna 1991
- Małżeńskie rozmówki, Bratne-Gołotczyzna 1991
- Myśli rozbrykane, 1991
- Rozmaitości, Bratne-Gołotczyzna 1991
- Opowiadania w jednym zdaniu, Warszawa 1995
- Przestrzeń otwarta w każdą stronę, Ciechanów 2002
- Punkty odniesienia, Warszawa 2002